# Akhnoor
Akhnoor é uma vila  no distrito de Jammu, no estado indiano de Jammu e Caxemira.

## Demografia
Segundo o censo de 2001, Akhnoor tinha uma população de 10 770 habitantes. Os indivíduos do sexo masculino constituem 53% da população e os do sexo feminino 47%. Akhnoor tem uma taxa de literacia de 76%, superior à média nacional de 59,5%; com 55% para o sexo masculino e 45% para o sexo feminino. 11% da população está abaixo dos 6 anos de idade.